# Ligne 195 (chemin de fer slovaque)
La ligne 195 des chemins de fer slovaques relie la frontière entre la Slovaquie et l'Ukraine à Bánovce nad Ondavou.

## Historique
La ligne a été construite entre le 7 janvier 1920 et le 20 octobre 1921 par l'armée tchécoslovaque afin de s'assurer un accès à la province de Ruthénie subcarpathique partie de la Tchécoslovaquie et dont la seule autre voie de chemin de fer (Ligne 190) longe la frontière hongroise.
La voie est électrifiée depuis le 29 décembre 1990 et complétée par une voie à écartement large (Ligne 500).